# Узень (селище)
Узе́нь (рос. Узень) — селище у складі Первомайського району Томської області, Росія. Входить до складу Сергієвського сільського поселення.

## Населення
Населення — 217 осіб (2010; 213 у 2002).
Національний склад (станом на 2002 рік):
- росіяни — 94 %